# Hinz
Hinz ist als Unterform von Heinz eine Abkürzung für Heinrich und war im späten Mittelalter und in der frühen Neuzeit als Vorname in Europa weit verbreitet. Die einstige Volkstümlichkeit erschließt sich auch durch die Redewendung „Hinz und Kunz“, die so viel wie „Jedermann“ bedeutet. Die Varianten Hinz bzw. Hintze sind heute im deutschsprachigen Raum fast ausschließlich als Familiennamen anzutreffen.

## Namensträger

### Familienname

#### A
- Andreas Hinz (Basketballtrainer) (* 1952), deutscher Basketballtrainer
- Andreas Hinz (Pädagoge) (* 1957), deutscher Sonderpädagoge
- Andreas Hinz (Dialogregisseur), deutscher Dialogregisseur und -autor
- Andreas M. Hinz (* 1954), deutscher Mathematiker
- Ann-Kathrin Hinz (* 1993), deutsche Schauspieler
- Ansgar Hinz (* 1965), deutscher Ingenieur und Manager

#### B
- Benjamin Hinz (* 1989), deutscher Handballspieler, siehe Benjamin Schulz (Handballspieler)
- Bernd Hinz (1947–2021), deutscher Politiker und Publizist
- Bernhard Hinz (1939–1977), deutscher Architekt
- Berthold Hinz (* 1941), deutscher Kunsthistoriker
- Bruno Hinz (Spanienkämpfer) (1900–1937), deutscher Kämpfer im Spanischen Bürgerkrieg
- Bruno Hinz (SS-Mitglied) (1915–1968), deutscher Offizier der Waffen-SS

#### C
- Christoph Hinz (Theologe) (1928–1991), deutscher Theologe
- Christoph Hinz (Handballspieler) (* 1979), deutscher Handballspieler
- Christopher Hinz (* 1951), US-amerikanischer Schriftsteller

#### D
- Delia Hinz (* 1943), deutsche Politikerin (Die Linke)
- Detlev Hinz (?–1933), deutscher Zeitungsverleger
- Dieter Hinz (1955–2012), deutscher Künstler
- Dietmar Hinz (* 1953), deutscher Ringer
- Dinah Hinz (1934–2020), deutsche Schauspielerin

#### E
- Eike Hinz (* 1945), deutscher Altamerikanist
- Emma Hinz (* 2002), US-amerikanische Schauspielerin
- Erdmann-Michael Hinz (1933–1950), deutscher Bildhauer
- Erwin Hinz (1917–2011), deutscher Theologe

#### F
- Fabian Hinz (* 1989), deutscher Wissenschaftler
- Felix Hinz (* 1973), deutscher Historiker und Geschichtsdidaktiker
- Friedemann Hinz (* 1975), deutscher Musiker und Sänger
- Fritz Hinz-Fabricius (1891–1968), österreichisch-deutscher Sänger, Schauspieler und Theaterregisseur, siehe Fritz Hintz-Fabricius

#### G
- Georg Hinz (um 1630–1688), deutscher Maler
- Gerhard Hinz, deutscher Fußballspieler
- Gertrud Hinz (1912–1996), deutsche Filmeditorin

#### H
- Hans Hinz (Physiker) (1909–1993), deutscher Physiker und Unternehmensgründer, siehe Eppendorf AG #Geschichte
- Hans Hinz (Fotograf) (1913–2008), Schweizer Fotograf
- Hans-Martin Hinz (* 1947), deutscher Historiker
- Heiko Hinz (* 1969), deutscher Boxer
- Heino Hinz (1931–1975), deutscher Politiker (CDU), MdBB
- Heinz Hinz (1919–1988), deutscher Fußballspieler
- Henry Hinz (1904–1986), deutscher Politiker (NSDAP)
- Hermann Hinz (Gerechter unter den Völkern), deutscher Gerechter unter den Völkern
- Hermann Hinz (1916–2000), deutscher Archäologe

#### I
- Ida Hinz (1904–1986), deutsche Politikerin
- Ingelore Hinz-Schallreuter (* 1957), deutsche Geologin und Paläontologin
- Ingrid Hinz (* 1939), deutsche Regisseurin und Trickgestalterin
- Isabel Hinz (* 1996), deutsche Schauspielerin

#### J
- Joachim Hinz (* 1953), deutscher Dokumentarfilmer
- Johann-Peter Hinz (1941–2007), deutscher Bildhauer und Politiker
- Johannes Hinz (1936–2010), deutscher Maler und Autor
- Jörg-Tilmann Hinz (* 1947), deutscher Bildhauer
- Jürgen Hinz (Politiker) (1939–2018), deutscher Politiker (SPD)
- Jürgen Hinz (Mathematiker) (* 1947), deutscher Mathematiker und Hochschullehrer

#### K
- Karl Hinz (1934–2016), deutscher Geophysiker
- Karl-Heinz Hinz (1919–2010), deutscher Segelflugzeugbauer
- Knut Hinz (* 1941), deutscher Schauspieler
- Kurt Hinz (1911–1963), deutscher Schauspieler, Hörspielsprecher und Dialogautor

#### M
- Malte Hinz (* 1953), deutscher Journalist
- Manfred Hinz (Rechtswissenschaftler) (1936–2001), deutscher Rechtswissenschaftler und Hochschullehrer
- Manfred Hinz (Romanist) (* 1952), deutscher Romanist
- Manfred O. Hinz (* 1936), deutscher Rechtswissenschaftler und Hochschullehrer
- Marco Hinz (1974–2023), deutscher Fußballspieler
- Marlice Hinz (1903–1978), deutsche Grafikerin und Illustratorin
- Matthias Hinz (* 1976), deutscher Schauspieler
- Michael Hinz (1939–2008), deutscher Schauspieler
- Michael Hinz (Wirtschaftswissenschaftler) (* 1962), deutscher Wirtschaftswissenschaftler
- Michael Hinz (Fußballspieler) (* 1987), deutscher Fußballspieler
- Monika Hinz, deutsche Kostümbildnerin

#### O
- Oliver Hinz (* 1974), deutscher Ökonom

#### P
- Paul Hinz (1911–2005), deutscher Lehrer und Heimatforscher
- Paulus Hinz (1899–1988), deutscher Pfarrer und Kunsthistoriker
- Peter Hinz (Politiker) (* 1958), deutscher Politiker (CDU)
- Peter Hinz (Mediziner) (* 1964), deutscher Chirurg
- Petra Hinz (* 1962), deutsche Politikerin (SPD)
- Priska Hinz (* 1959), deutsche Politikerin (Bündnis 90/Die Grünen) und Ministerin

#### R
- Robert Hinz (1929–2021), deutscher Forstmann
- Rolf Hinz (Entomologe) (1916–1994), deutscher Oberstudienrat und Entomologe
- Rolf Hinz (Kieferorthopäde) (* 1928), deutscher Kieferorthopäde
- Rudolf Hinz (* 1941), deutscher Geistlicher, Theologe und Publizist

#### S
- Samanta Hinz (* 1992), deutsche Tänzerin und Schauspielerin
- Sigrid Hinz (1928–1975), deutsche Kunsthistorikerin und Kustodin
- Söhnke Hinz (* 1969), deutscher Volleyballtrainer
- Stefanie Hinz (* 1972), deutsche Juristin und Polizeipräsidentin
- Stephan Hinz (DJ), deutscher DJ
- Stephan Hinz (Unternehmer) (* 1987), deutscher Barkeeper und Catering-Unternehmer
- Sylvia Hinz (* 1968), deutsche Musikerin

#### T
- Tamara Hinz (* 1963), deutsche Sozialpädagogin, Theologin und Autorin
- Theo Hinz (1931–2018), deutscher Filmproduzent und Filmverleiher
- Thomas Hinz (Soziologe) (* 1962), deutscher Soziologe und Hochschullehrer
- Thomas Hinz (* 1964), deutscher Fußballspieler
- Thorsten Hinz (* 1962), deutscher Journalist und Autor
- Thorsten Hinz (Ethnologe) (* 1965), deutscher Philosoph und Ethnologe

#### V
- Vanessa Hinz (* 1992), deutsche Biathletin
- Volker Hinz (1947–2019), deutscher Fotograf

#### W
- Walter Hinz (1917–2003), deutscher Lehrer und Heimatforscher
- Walther Hinz (1906–1992), deutscher Orientalist
- Werner Hinz (1903–1985), deutscher Schauspieler
- Wolfgang Hinz (* 1949), ehemaliger deutscher Politiker (DBD)

### Fiktive Figuren
- Fredi Hinz, fiktive Figur des Satirikers Viktor Giacobbo